# 200'erne
Århundreder: 2. århundrede – 3. århundrede – 4. århundrede
Årtier: 150'erne 160'erne 170'erne 180'erne 190'erne – 200'erne – 210'erne 220'erne 230'erne 240'erne 250'erne
År: 200 201 202 203 204 205 206 207 208 209